# The Grudge
The Grudge är en amerikansk skräckfilm från 2004 i regi av Takashi Shimizu, med Sarah Michelle Gellar, Bill Pullman och Jason Behr i rollerna.  Filmen utspelar sig i Japan.

## Handling
Karen är en amerikansk utbytesstudent som bor i Tokyo. Hon får uppdrag att vårda en gammal sjuk kvinna i hennes hem sedan kvinnans förra vårdare bara har försvunnit. Det visar sig att vårdaren ligger död på vinden och ingen har hittat henne. När Karen kommer hem till kvinnan, som bor i ett gammalt hus i utkanten av staden, hittar hon henne i en oförklarlig trans, och Karen kan höra något rumstera i husets övervåning. Den fruktansvärda förbannelse som legat dold i husets gamla väggar har väckts till liv. En kvinna och ett barn som blivit mördade av maken för länge sedan spökar i huset, och om man besöker huset vilar förbannelsen över den personen. Det visar sig ha blivit Karen och de skonar ingen...

## Om filmen
Filmen är en nyinspelning av Förbannelsen - The Grudge.
År 2006 kom en uppföljare, The Grudge 2 - Förbannelsen fortsätter.

## Rollista (urval)
- Sarah Michelle Gellar - Karen Davis
- Jason Behr - Doug
- William Mapother - Matthew Williams
- Clea DuVall - Jennifer Williams
- KaDee Strickland - Susan Williams
- Grace Zabriskie - Emma Williams
- Bill Pullman - Peter Kirk
- Takako Fuji - Kayako
- Ted Raimi - Alex